# دونالد اوگدن استوارت
دونالد اوگدن استوارت (انگلیسی: Donald Ogden Stewart؛ زاده ۳۰ نوامبر ۱۸۹۴ درگذشته ۲ اوت ۱۹۸۰) نویسنده و فیلم‌نامه‌نویس اهل ایالات متحده آمریکا بود.
فیلم نامه نویسی (داستان فیلادلفیا) از کارهای او میباشد